# Ambròsia
|  | Si cercau l'aliment dels déus, vegeu ambrosia |

Les ambròsies (Ambrosia) són un gènere de plantes angiospermes de la família de les asteràcies (Asteraceae). Són plantes natives d'Amèrica, l'Europa mediterrània, part de l'Àsia occidental i parts d'Àfrica, algunes esopecies han estat introduïdes a d'altres parts del món i en alguns casos són considerades invasives i fins i tot hi ha fenotips resistents al glifosat. Algunes espècies produeixen molt de pol·len i poden produir rinitis al·lèrgica.

## Descripció
Són plantes monoiques, herbàcies o arbustives anuals o perennes i de tiges erectes. Les fulles acostumen a ser lobulades en forma pinnada o palmada o seccionades, acostumen a disposar-se de manera oposada, però les de dalt ho fan de manera alterna. Les flors es troben agrupades en capítols unisexuals sense lígules. Els capítols masculins formen agrupacions racemoses terminals, cadascun conté entre 5 i 20 flors verdoses de forma tubular i té un involucre format per entre 7 i 12 bràctees. Els capítols femenins acostumen a ser axil·lars i situats a la base de les agrupacions de capítols masculins, cadascun conté una flor sense corol·la, la part inferior de l'ovari es troba unida a l'involucre. El fruit és un aqueni, fusionat amb les bràctees involucrals i sense papus.

## Taxonomia
Aquest gènere va ser publicat per primer cop l'any 1753 al segon volum de l'obra Species Plantarum del botànic suec Carl von Linné (1707-1778).
El nom d'ambròsies deriva del grec ἀμβροσία (ambrosia), el nom del menjar que feia immortals els déus grecoromans, i que deriva del grec ἄμβροτος (àmbrotos), 'immortal'.

### Espècies
Dins del gènere Ambrosia es reconeixen les 46 espècies següents:
- Ambrosia acanthicarpa Hook.
- Ambrosia acuminata (Brandegee) W.W.Payne
- Ambrosia ambrosioides (Delpino) W.W.Payne
- Ambrosia arborescens Mill.
- Ambrosia artemisiifolia L.
- Ambrosia artemisioides Meyen & Walp.
- Ambrosia bidentata Michx.
- Ambrosia bryantii (Curran) W.W.Payne
- Ambrosia camphorata (Greene) W.W.Payne
- Ambrosia canescens A.Gray
- Ambrosia carduacea (Greene) W.W.Payne
- Ambrosia chamissonis (Less.) Greene
- Ambrosia cheiranthifolia A.Gray
- Ambrosia chenopodiifolia (Benth.) W.W.Payne
- Ambrosia confertiflora DC.
- Ambrosia cordifolia (A.Gray) W.W.Payne
- Ambrosia deltoidea (Torr.) W.W.Payne
- Ambrosia dentata (Cabrera) M.O.Dillon
- Ambrosia divaricata (Brandegee) W.W.Payne
- Ambrosia dumosa (A.Gray) W.W.Payne
- Ambrosia eriocentra (A.Gray) W.W.Payne
- Ambrosia flexuosa (A.Gray) W.W.Payne
- Ambrosia grayi (A.Nelson) Shinners
- Ambrosia hispida Pursh
- Ambrosia humi León de la Luz & Rebman
- Ambrosia ilicifolia (A.Gray) W.W.Payne
- Ambrosia johnstoniorum Henrickson
- Ambrosia linearis (Rydb.) W.W.Payne
- Ambrosia magdalenae (Brandegee) W.W.Payne
- Ambrosia maritima L.
- Ambrosia microcephala DC.
- Ambrosia monogyra (Torr. & A.Gray) Strother & B.G.Baldwin
- Ambrosia nivea (B.L.Rob. & Fernald) W.W.Payne
- Ambrosia pannosa W.W.Payne
- Ambrosia peruviana All.
- Ambrosia polystachya DC.
- Ambrosia porcheri P.D.McMillan & L.Prevost
- Ambrosia psilostachya DC.
- Ambrosia pumila (Nutt.) A.Gray
- Ambrosia salsola (Torr. & A.Gray) Strother & B.G.Baldwin
- Ambrosia sandersonii S.L.Welsh
- Ambrosia scabra Hook. & Arn.
- Ambrosia tenuifolia Spreng.
- Ambrosia tomentosa Nutt.
- Ambrosia trifida L.
- Ambrosia velutina O.E.Schulz

### Híbrids
S'han descrit els següents híbrids naturals:
- Ambrosia × helenae Rouleau
- Ambrosia × intergradiens W.H.Wagner
- Ambrosia × platyspina (Seaman) Strother & B.G.Baldwin

### Sinònims
Els següents noms científics són sinònims heterotípics d' Ambrosia:
- Acanthambrosia Rydb.
- Franseria Cav.
- Gaertneria Medik.
- Hemiambrosia Delpino
- Hemixanthidium Delpino
- Hymenoclea Torr. & A.Gray
- Xanthidium Delpino